# Futebol Clube de Serpa
O Futebol Clube de Serpa é um clube multidesportivo português, localizado na cidade e freguesia de Serpa, no concelho de mesmo nome, no Distrito de Beja. É mais conhecido pela sua equipa sénior de futebol, que joga atualmente no Campeonato de Portugal. O seu atual presidente chama-se Francisco Picareta.

## História

### Antes da fundação:
Antes da fundação do FC Serpa, muitos foram os grupos e equipas que existiram mas, a maioria delas, por escassos períodos de tempo. Segundo registos o primeiro agrupamento a lançar a modalidade em Serpa, tinha o nome de "Estrela Futebol Clube Serpense", criado no ano de 1921. Este grupo parece ter dado origem ao aparecimento de um outro, designando por "Gatos Amarelos", seguindo-se depois um outro como nome de "Estrela Gato". Tempos mais tarde estes de dois agrupamentos fundiram-se, surgindo, então, "Os Gatos Futebol Clube Serpense".
Depois formaram-se outros grupos como o "Vitória Futebol Clube", que logo no primeiro jogo disputado com os "Gatos", por ocasião das Festas de S. Pedro, conseguiu uma vitória por 2-1. Outros Clubes Existiram ainda em Serpa, tais como "O Serpa", o "União", o "Luzitano", o "Operário", o "Comércio e Industria", "Os Pretos", a "Académica", "Os Encarnados", "Os Azuis" e, até em que se chamava "ou Vai ou Racha".
Entre 1927/31, a atividade desportiva do futebol foi-se diluindo até que, um grupo de rapazes entre os 14 e os 17 anos que, nas eiras próximas da Vila davam largas ai seu entusiasmo pela modalidade, fizeram surgir "O Luso", que mais tarde passou a designar-se por "Luso União Serpense". Na época de 1934/35, este agrupamento empenhou-se em trazer a Serpa o V. Setúbal para um encontro amigável. Após algumas dificuldades com trocas de correspondência, o jogo realizou-se com enorme expectativa em todo o conselho, no campo junto à casa dos magistrados, devidamente preparado para o efeito e, o resultado, sem grande surpresa, foi a vitória do Setúbal por 17-2, sendo os golos do Luso Marcados por Manuel Lobo (capitão da equipa) e por Francisco Condeças (Ratinho).
Ainda segundo os registos antes referidos, o primeiro clube a disputar provas oficiais foi "Os Encarnados", equipa que tomou parte no Campeonato Distrital da II (2ª) Divisão, no qual se consagrou vencedor, trazendo para Serpa o primeiro troféu.

### Fundação do FC Serpa:
Fundado em 30 de Julho de 1945, o F.C. Serpa tem sido, um dos clubes mais representativos do Distrito de Beja, desde o primeiro título conquistado, o de campeão Distrital em 1947/48, até ao último, novamente o campeonato maior da A.F. Beja, conseguido na época 2005/06.
O ponto mais alto da história do clube aconteceu na época de 1956/57, quando conquistou o título de Campeão Nacional da 3ª Divisão, vencendo o Sport Vila Real por "2-0". Sob a arbitragem do Dr. Décio de Freitas, tendo como treinador o conceituado "Mister Fabian" e alinhando o seguinte "onze": - Garcia; Eduardo; Manuel Baião e Sardinha; Diamantino e Fidalgo; Picareta; Coureles, Teixeira da Silva, Célio e Manolo.
Tudo teve início, porém, por volta de 1953/54, quando uma importante figura da terra - João Diogo - assume a presidência do clube e, contratou alguns jogadores de elevado gabarito, na altura, levando o clube á conquista de êxitos jamais imaginados.
Na primeira época na 2ª Divisão Nacional, o clube da margem esquerda voltou a causar sensação uma vez que, com um lote de jogadores considerado acima da média para um segundo escalão do nosso futebol, conseguiu obter um excelente 4º lugar, totalmente inesperado para uma equipa estreante.
A segunda temporada na mesma 2ª Divisão, já foi bastante diferente, evitando a despromoção em confronto direto com os que pretendiam a subida.
A última época do clube serpense na 2ª Divisão foi o final de um sonho ou de uma "bonita" aventura, quem sabe!
Na temporada que se seguiu surgiram, então, novas vontades e mercê de coragem de dois homens a quem o F.C. Serpa muito deve - António Afonso e António "Cigarrilha" - já desaparecidos, o clube ressurge e pouco a pouco, semeando para colher, volta a obter novos êxitos, descendo agora para subir depois, compensando com as alegrias dos triunfos de hoje, as possíveis e naturais tristezas de amanhã.

### Curiosidades
- Na época em que se sagrou campeão Nacional da 3ª Divisão, o F.C. Serpa obteve o melhor "GOAL-AVERAGE" da prova, marcando 103 golos (61 em casa e 42 fora), sofrendo apenas 30 golos (10 em casa e 20 fora);
- A vitória mais expressiva dos que tornaram campeões da 3ª Divisão, foi frente ao, S. Domingos (8-1);
- Dos jogadores utilizados naquela época, cinco eram naturais do concelho de Serpa e apenas Garcia e Cecílio foram totalistas na prova;
- Manolo, extremo esquerdo da equipa campeã nacional é o dirigente Manolo Vidal do S.C. Portugal;
- A cidade de Serpa já forneceu alguns jogadores internacionais ao futebol nacional;
- Aquele que obteve maior notoriedade foi o internacional sub-20 Xavier, que foi campeão Mundial em Riade, em 1989. Foram ainda internacionais portugueses, Pires, quando jogava no Belenenses e ainda o guarda-redes Manuel Maria que se tornou internacional Júnior num Portugal x Hungria disputado em Évora.

## Ligas
- 2005 - 2006 - 1ª divisão da Associação de Futebol de Beja (1º lugar, 53 pontos), com esta classificação ascendeu à 3ª divisão nacional.
- 2006 - 2007- 3ª divisão nacional, série F
- 2024 - 2025 - 4ª divisão nacional, Campeonato de Portugal

## Estádio
A equipa do Futebol Clube de Serpa realiza os seus jogos caseiros no Complexo Desportivo Manuel Baião, em Serpa (capacidade para 3 500 espectadores.